# Ashok Kumar (Schauspieler)

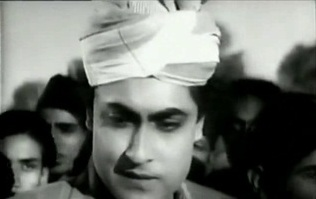
Ashok Kumar

Ashok Kumar, eigentlich Kumudlal Ganguly (Hindi, अशोक कुमार, Aśok Kumār, * 13. Oktober 1911 in Bhagalpur, Bihar; † 10. Dezember 2001 in Mumbai) war ein indischer Filmschauspieler, Filmregisseur und Filmproduzent.

## Leben
Ashok Kumar ist der Sohn eines Rechtsanwalts und studierte an der Universität in Allahabad, wo er seinen späteren Schwager Sashadhar Mukerji kennenlernte. Dieser überredete ihn schließlich, nach Mumbai zu kommen und mit ihm als Laborassistent bei Bombay Talkies zu arbeiten. Mit der Hoffnung Filmregisseur zu werden, ging Ashok Kumar (später liebevoll Dadamoni genannt) auf das Ansinnen ein, wurde jedoch von Himansu Rai – Regisseur, Produzent und Chef von Bombay Talkies – als Schauspieler eingesetzt.
1936 trat Ashok Kumar erstmals in einem Film auf. Gemeinsam mit Rais Ehefrau Devika Rani war er Hauptdarsteller einer Reihe von Filmen der 1930er Jahre, so auch in seinem zweiten Film, dem erfolgreichen Sozialdrama Achhut Kanya (1936) und in Nirmala (1938), beide unter der Regie des Deutschen Franz Osten. Er wurde damit zum Star des frühen Hindi-Films von Bollywood. Sein kommerziell größter Erfolg wurde der Film Kismet (1943) von Gyan Mukherjee. Die Position als erfolgreichster Film verlor er erst in den 1970er Jahren an Sholay. Mit Mahal (1949, mit Madhubala) und in Bimal Roys Bandini (1963, mit Nutan und Dharmendra) konnte er an diesen Erfolg anknüpfen. In den 1950er Jahren spielte er in Kriminalfilmen, oft mit seinem Markenzeichen, einer Zigarette, in der Hand. Er trat mit den Stars Dev Anand, Raj Kapoor und Dilip Kumar auf. Kumar war bis in die 1990er Jahre als Schauspieler aktiv und spielte in insgesamt 280 Filmen mit.
1959 wurde er mit einem Sangeet Natak Akademi Award ausgezeichnet. Ashok Kumar gewann zwei Filmfare Awards als bester Hauptdarsteller, 1962 und 1969, und erhielt den Filmfare Award/Lebenswerk 1995. Kumar wurde 1989 mit dem prestigeträchtigen Dadasaheb Phalke Award ausgezeichnet. Sein Bruder ist der Filmschauspieler und Playbacksänger Kishore Kumar.

## Filmografie (Auswahl)
- 1943: Kismet
- 1949: Mahal
- 1952: Bewafa
- 1953: Parineeta
- 1956: Ek-Hi-Rasta
- 1958: Chalti Ka Naam Gaadi
- 1959: Dhool Ka Phool
- 1961: Dharmputra
- 1963: Gumrah
- 1963: Bandini
- 1967: Jewel Thief
- 1969: Aradhana
- 1971: Guddi
- 1972: Pakeezah
- 1975: Chhoti Si Baat
- 1975: Mili
- 1980: Khubsoorat
- 1985: Tawaif